# لوچه‌وینکل
لوچه‌وینکل (به هلندی: Lutjewinkel) یک منطقهٔ مسکونی در هلند است که در Hollands Kroon واقع شده‌است. لوچه‌وینکل ۷۵۰ نفر جمعیت دارد.